# Жарсуат (Акмолинская область)
Жарсуа́т (каз. Жарсуат) — село в Астраханском районе Акмолинской области Казахстана. Входит в состав Жалтырского сельского округа. Код КАТО — 113639100.

## География
Село расположено на берегу реки Колутон, в северной части района, на расстоянии примерно 26 километров (по прямой) к северу от административного центра района — села Астраханка, в 15 километрах к северо-востоку от административного центра сельского округа — села Жалтыр.
Абсолютная высота — 285 метров над уровнем моря.
Климат холодно-умеренный, с хорошей влажностью. Среднегодовая температура воздуха положительная и составляет около +4,0°С. Среднемесячная температура воздуха в июле достигает +20,2°С. Среднемесячная температура января составляет около -14,6°С. Среднегодовое количество осадков составляет около 405 мм. Основная часть осадков выпадает в период с июня по июль.
Ближайшие населённые пункты: село Жана-Турмыс — на северо-востоке, село Жалтыр — на юго-востоке, село Ягодное — на западе.

## История
В 1989 году село являлось административным центром Жарсуатского сельсовета, куда помимо села Жарсуат, входил ещё один населённый пункт — село Ягодное.
В периоде 1991—1998 годов сельсовет был преобразован в сельский округ.
Постановлением акимата Акмолинской области от 22 ноября 2019 года № А-11/569 и решением Акмолинского областного маслихата от 22 ноября 2019 года № 6С-39-9 «Об изменении административно-территориального устройства Астраханского района Акмолинской области» (зарегистрированное Департаментом юстиции Акмолинской области 29 ноября 2019 года № 7529):
- Жарсуатский сельский округ был упразднён и исключён из учётных данных;
- сёла Жарсуат, Ягодное и территория упразднённого сельского округа — вошли в состав Жалтырского сельского округа.

## Население
В 1989 году население села составляло 1164 человек (из них казахи — 68 %).
В 1999 году население села составляло 726 человек (383 мужчины и 343 женщины). По данным переписи 2009 года, в селе проживали 323 человека (170 мужчин и 153 женщины).
| Численность населения | Численность населения | Численность населения |
| 1989                  | 1999                  | 2009                  |
| --------------------- | --------------------- | --------------------- |
| 1164                  | ↘726                  | ↘323                  |

## Улицы
- ул. Бауыржана Момышулы[7]